# Heterophleps hexaspilata
Heterophleps hexaspilata är en fjärilsart som beskrevs av Walker 1866. Heterophleps hexaspilata ingår i släktet Heterophleps och familjen mätare. Inga underarter finns listade i Catalogue of Life.